# Денби (замок)
Замок Денби (англ. Denbigh)  — средневековый замок, находится в Денбишире в Уэльсе. Название происходит от валлийского слова Dinbych — «небольшой форт».